# Max & Shred
Max & Shred é uma série de televisão canadense produzido que estreou primeiro na Nickelodeon nos Estados Unidos em 6 de outubro de 2014 e no Canadá no YTV em 7 de outubro de 2014. A primeira temporada teve 26 episódios. Em 25 de fevereiro de 2015, Nickelodeon anunciou a segunda temporada que deve estrear em 2015.
No Brasil, estreou em 23 de março de 2015, na Nickelodeon.
Em Portugal estreou no dia 13 de abril de 2015, no Nickelodeon.

## Enredo
A série narra a amizade hilariante e improvável entre Max Asher (Jonny Gray), uma celebridade do snowboard, e Alvin "Shred" Ackerman (Jake Goodman), um jovem mago da ciência, que tornam-se companheiros de quarto e instantâneos "manos" quando Max se muda para Colorado para treinar para a Copa de Inverno.

## Elenco
- Jonny Gray como Maxwell “Max” Asher
- Jake Goodman como Alvin “Shred” Ackerman
- Saara Chaudry como Jill “Howie” Finch
- Emilia McCarthy como Abby Ackerman
- Jean-Michel Le Gal como Lloyd Ackerman
- Siobhan Murphy como Diane Ackerman

## Resumo
| Temporada | Temporada | Episódios | Exibição original    | Exibição original   | Exibição no Canadá   | Exibição no Canadá  | Exibição no Brasil  | Exibição no Brasil   | Exibição em Portugal  | Exibição em Portugal |
| Temporada | Temporada | Episódios | Estreia              | Final               | Estreia              | Final               | Estreia             | Final                | Estreia               | Final                |
| --------- | --------- | --------- | -------------------- | ------------------- | -------------------- | ------------------- | ------------------- | -------------------- | --------------------- | -------------------- |
|           | 1         | 26        | 6 de outubro de 2014 | 11 de julho de 2015 | 7 de outubro de 2014 | 14 de julho de 2015 | 23 de março de 2015 | 31 de agosto de 2015 | 13 de abril de 2015   | 24 de agosto de 2015 |
|           | 2         | 13        | 21 de março de 2016  | 31 de março de 2016 | 14 de março de 2016  | 13 de junho de 2016 | 2 de abril de 2016  | 14 de maio de 2016   | 11 de janeiro de 2016 | TBA                  |

## Episódios

### 1ª Temporada (2014–15)
| #   | Título | Exibição original                            | Exibição em português                     | Código de produção | Audiência (em milhões) |
| --- | --- | -------------------------------------------- | ----------------------------------------- | ------------------ | ---------------------- |
| 1   | "A Super Peruca 360" "The Big Hair Switch 360"                                                                | 6 de outubro de 2014 7 de outubro de 2014    | 23 de março de 2015 13 de abril de 2015   | 101                | 1.15                   |
| 2   | "Dois apaixonados radicais" "The Lien Love Triangle"                                                          | 7 de outubro de 2014 21 de outubro de 2014   | 26 de março de 2015 14 de abril de 2015   | 104                | 1.33                   |
| 3   | "O quarto 1080 twist" "The 1080 Room Twist"                                                                   | 8 de outubro de 2014 14 de outubro de 2014   | 24 de março de 2015 15 de abril de 2015   | 102                | 1.19                   |
| 4   | "Inimigos de Prancha" "The Nosebonk Nemesis"                                                                  | 9 de outubro de 2014 4 de novembro de 2014   | 8 de abril de 2015 16 de abril de 2015    | 107                | 0.95                   |
| 5   | "A Hora do show de Variedades da familia Ackerman" "The Snow Day Variety Method"                              | 14 de outubro de 2014 25 de novembro de 2014 | 13 de abril de 2015 17 de abril de 2015   | 109                | 1.39                   |
| 6   | "O Bolo espião" "The Frontside Hero Slide"                                                                    | 15 de outubro de 2014 28 de outubro de 2014  | 7 de abril de 2015 20 de abril de 2015    | 106                | 1.02                   |
| 7   | "O Leilão da super prancha" "The Blunt Stall Auction Flail"                                                   | 16 de outubro de 2014 18 de novembro de 2014 | 25 de março de 2015 21 de abril de 2015   | 103                | 1.36                   |
| 8   | "CTRL+ALT+Laptop Escaldante!/Patrocinadores Escaldantes" "The Alt-Ctrl-Shifty Laptop Burn"                    | 20 de outubro de 2014 9 de dezembro de 2014  | 14 de abril de 2015 27 de abril de 2015   | 110                | 1.12                   |
| 9   | "O Bebê-Robô" "The Half-Cab Robot Baby Bonk"                                                                  | 21 de outubro de 2014 13 de janeiro de 2015  | 15 de abril de 2015 28 de abril de 2015   | 111                | 1.25                   |
| 10  | "Peixe de mentira, encrenca de verdade/Pesca Duplo Flip" "The Stalefish Double Flip"                          | 22 de outubro de 2014 6 de janeiro de 2015   | 16 de abril de 2015 29 de abril de 2015   | 112                | 1.04                   |
| 11  | "A Festa de Aniversário e a Caixa Secreta" "Tthe Switch Shifty Birthday Party"                                | 3 de novembro de 2014 11 de novembro de 2014 | 6 de abril de 2015 30 de abril de 2015    | 105                | ASA                    |
| 12  | "Sorvete Congeladíssimo/Gelado Congelante de Cérebros" "The Nose Butter Brain Freeze"                         | 4 de novembro de 2014 2 de dezembro de 2014  | 9 de abril de 2015 1 de maio de 2015      | 108                | 1.23                   |
| 13' | "O Problema da Chong e do Campeonato Acadêmico/O Problema da Taça Acadêmica" "The Academy Bowl Chong Problem" | 5 de novembro de 2014 20 de janeiro de 2015  | 11 de maio de 2015                        | 113                | 1.56                   |
| 14  | "Duas Apostas e a Troca de Atividades/Troca de Papéis Radical" "The Switch Jolly Mambo Varial"                | 17 de novembro de 2014 17 de março de 2015   | 22 de junho de 2015 3 de agosto de 2015   | 114                | 1.54                   |
| 15  | "Salvar o Pé Grande/O 360 do Yeti" "The Yeti Misty Flip Makeover"                                             | 18 de novembro de 2014 24 de março de 2015   | 23 de junho de 2015 4 de agosto de 2015   | 115                | 1.23                   |
| 16  | "O Fracasso da Autobiografia" "The Air-to-Fakie Authobiography"                                               | 19 de novembro de 2014 31 de março de 2015   | 24 de junho de 2015 5 de agosto de 2015   | 116                | 1.05                   |
| 17  | "Sequência de Partidas" "The Blindside Scoutmaster Disaster"                                                  | 5 de janeiro de 2015 2 de junho de 2015      | 29 de julho de 2015 6 de agosto de 2015   | 121                | 1.01                   |
| 18  | "Maré de Azar Inimiga" "The Joey Huckfest Prankpipe"                                                          | 6 de janeiro de 2015 7 de abril de 2015      | 25 de junho de 2015 10 de agosto de 2015  | 117                | 1.14                   |
| 19  | "Dia Doente/Calma, Meu" "The Buttery Bad Luck Streak"                                                         | 7 de janeiro de 2015 14 de abril de 2015     | 26 de junho de 2015 11 de agosto de 2015  | 118                | 1.08                   |
| 20  | "A Manobra da Família Perfeita" "The Backside Family Eggflip"                                                 | 12 de janeiro de 2015 28 de abril de 2015    | 28 de julho de 2015 12 de agosto de 2015  | 120                | 1.23                   |
| 21  | "O Impulso Biónico" "Boardercross Bionic Boost"                                                               | 13 de janeiro de 2015 9 de junho de 2015     | 30 de julho de 2015 17 de agosto de 2015  | 122                | 0.97                   |
| 22  | "O Desastre Épico da Mascote" "The Goofy Tamedog Air"                                                         | 14 de janeiro de 2015 16 de junho de 2015    | 10 de agosto de 2015 13 de agosto de 2015 | 123                | 1.13                   |
| 23  | "O Truque Canino" "The Chill Bro Lipslide"                                                                    | 15 de janeiro de 2015 21 de abril de 2015    | 27 de julho de 2015 18 de agosto de 2015  | 119                | 1.23                   |
| 24  | "The Switch Inward Love Flip"                                                                                 | 16 de janeiro de 2015 23 de junho de 2015    | 17 de agosto de 2015 19 de agosto de 2015 | 124                | ASA                    |
| 25  | "O Xarope Cheio de Estilo" "The Slopestyle Syrup Slob"                                                        | 27 de junho de 2015 7 de julho de 2015       | 24 de agosto de 2015 20 de agosto de 2015 | 125                | 1.18                   |
| 26  | "Vida Descontraída e Perfeita" "The Perfect Layback Life"                                                     | 11 de julho de 2015 14 de julho de 2015      | 31 de agosto de 2015 24 de agosto de 2015 | 126                | 0.92                   |

### 2ª Temporada (2016)
| #  | # | Título                                                     | Exibição original                       | Exibição em português                    | Código de produção | Audiência (em milhões) |
| -- | - | ---------------------------------------------------------- | --------------------------------------- | ---------------------------------------- | ------------------ | ---------------------- |
| 27 | 1 | "A Namorada Interesseira 360" "The Shifty Girlfriend 360"  | 21 de março de 2016 14 de março de 2016 | 28 de maio de 2016 11 de janeiro de 2016 | 202                | ASA                    |
| 28 | 2 | "O Truque do Fantasma" "The Ghostly Grommet Bust"          | 22 de março de 2016 21 de março de 2016 | 7 de maio de 2016 12 de janeiro de 2016  | 205                | ASA                    |
| 29 | 3 | "A Misturada de familiares" "The Freeriding Family Mashup" | 23 de março de 2016 28 de março de 2016 | 7 de maio de 2016 13 de janeiro de 2016  | 206                | ASA                    |
| 30 | 4 | "42 Dias Desastrosos" "The Duckfooted Dreadful Date"       | 24 de março de 2016 4 de abril de 2016  | 14 de maio de 2016 14 de janeiro de 2016 | 207                | ASA                    |
| 31 | 5 | "The Rock and Roll Rodeo 540"                              | 28 de março de 2016 11 de abril de 2016 | 14 de maio de 2016 15 de janeiro de 2016 | 208                | ASA                    |
| 32 | 6 | "A Misturada de familiares" "The McTwisted Memory Making"  | 29 de março de 2016 18 de abril de 2016 | 21 de maio de 2016 18 de janeiro de 2016 | 201                | ASA                    |
| 33 | 7 | "The Inverted Life Coach Layout"                           | 30 de março de 2016 25 de abril de 2016 | 28 de maio de 2016 19 de janeiro de 2016 | 203                | ASA                    |
| 34 | 8 | "The Spaghetti Air Science Fair"                           | 31 de março de 2016 2 de maio de 2016   | 14 de maio de 2016 20 de janeiro de 2016 | 209                | ASA                    |